# Claws Mail
Claws Mail (precedentemente conosciuto come Sylpheed-Claws) è un client di posta elettronica e un newsreader basato su GTK+. Il suo sviluppo è iniziato nell'aprile del 2001 come supporto per Sylpheed, dove nuove funzioni potevano essere provate e controllate, ma ben presto il progetto si è evoluto in un programma completamente separato. Il fork definitivo è avvenuto nell'agosto del 2005.
Il software è stato pensato per essere leggero ed ha un'interfaccia utente che ricorda ancora quella di Sylpheed.

## Caratteristiche
Le caratteristiche principali di Claws Mail sono:
- Ricerca e filtraggio dei messaggi
- Sicurezza (GPG, SSL, controlli anti-phishing)
- Importazione e esportazione dai formati standard
- Possibilità di configurare un editor esterno per la composizione dei messaggi
- Template (modelli di messaggio precompilati)
- Citazioni dinamiche, cioè possono essere nascoste o visualizzate
- Supporto a Face e X-Face
- Barra degli strumenti personalizzabile
- Possibilità di modificare la skin
- Estensibilità delle funzioni attraverso l'uso dei Plugin

## Localizzazione
Claws Mail è disponibile in italiano, bulgaro, catalano, ceco, cinese semplificato o tradizionale, coreano, croato, finlandese, francese, giapponese, greco, inglese, norvegese, olandese, polacco, portoghese brasiliano, russo, serbo, slovacco, spagnolo, svedese, tedesco e ungherese.

## Plugin
Le funzionalità di Claws Mail possono essere ampliate usando degli specifici plugin. I più comuni sono distribuiti direttamente insieme al programma Claws Mail e sono:
- Attremover consente la rimozione di allegati;
- Clamd consente la scansione tramite clamAV di IMAP, POP e LOCAL;
- Geolocation permette la geolocalizzazione delle email;
- Notification sistema di notifica email avanzato rispetto a Trayicon;
- Fancy permette di vedere i messaggi in HTML usando WebKit;
- Perl permette l'uso di Perl per il filtraggio delle email;
- RSSyl aggregatore di feed RSS;
- SpamReport sistema per notificare lo spam;
- vCalendar supporto ad un calendario, compatibile con webCal;
- Python integrazione di Python per l'esecuzione di script;
- Bogofilter consente di identificare euristicamente le email indesiderate per poterle gestire a parte;
- Dillo HTML Viewer permette di vedere i messaggi in HTML invece che in formato testo (di default);
- PGP/Core gestisce le funzioni PGP di base;
- PGP/Inline consente di decodificare (o di generare) email dal contenuto o dalla firma criptata;
- PGP/MIME abilita le medesime funzionalità di PGP/Inline, ampliandone l'uso su tutti i tipi di file (come gli allegati e le email in formato HTML);
- SpamAssassin svolge le stesse funzioni di Bogofilter usando il programma esterno SpamAssassin;
- Trayicon consente, se il sistema operativo lo supporta, di notificare all'utente l'arrivo di nuova mail.

Il sito ufficiale dispone di una consistente raccolta. Di particolare rilievo il plugin Rssyl, che consente di usare Claws Mail come un aggregatore di feed RSS, Notification per avere diversi modi di notifica delle email ricevute, Fancy versione moderna del plugin Dillo che è già obsoleto in alcune distribuzioni.